# Mimizuka

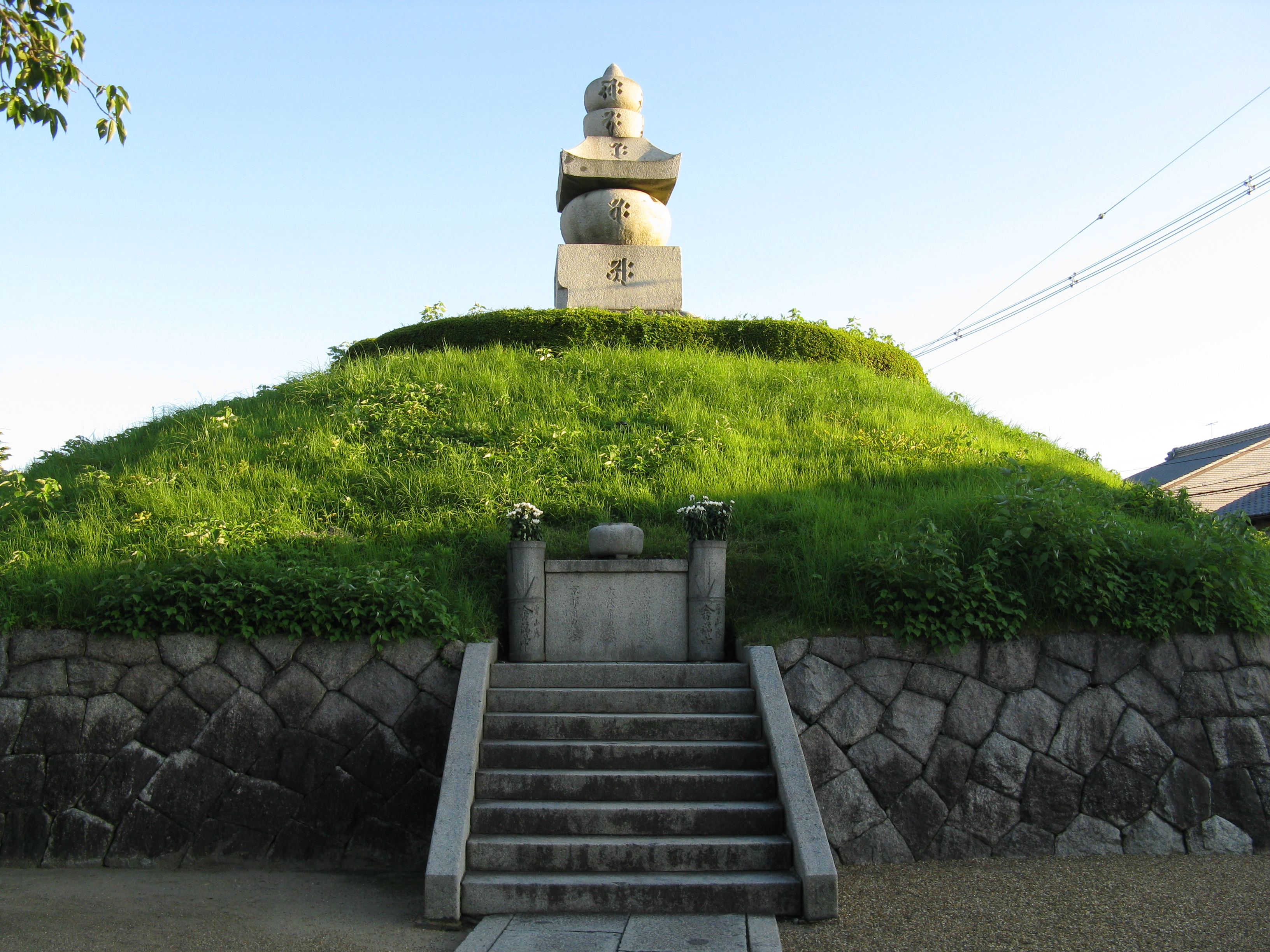
Vue d'ensemble du tertre.

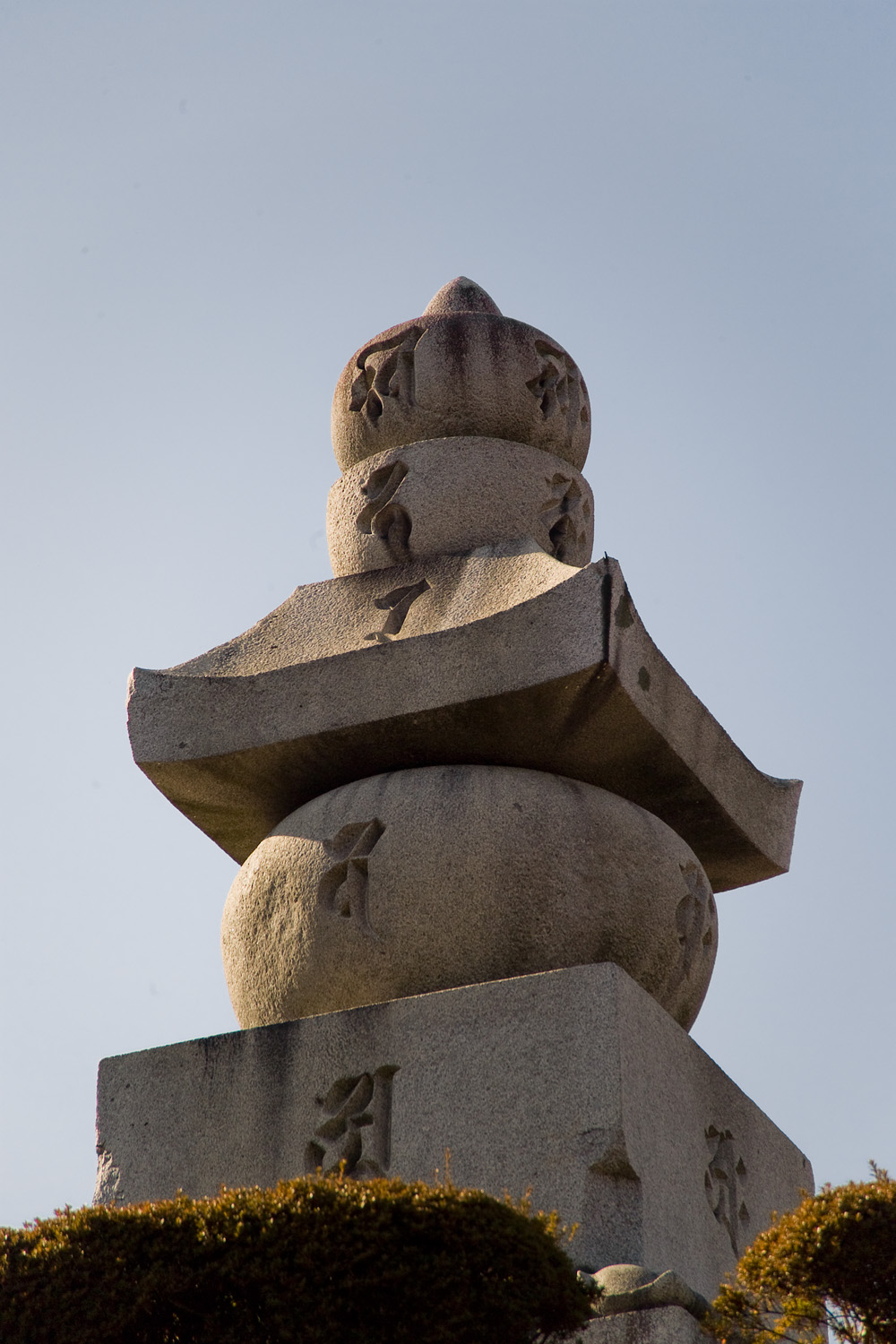
Le haut du Mimizuka.

Le Mimizuka (耳塚, littéralement « Mont oreille », souvent traduit par « Tombe oreille »), altération du Hanazuka (鼻塚, littéralement « Mont nez ») original,, est un monument situé à Kyoto, consacré aux nez tranchés des soldats et civils coréens tués, ainsi que ceux des troupes de la Chine des Ming, pris comme trophées de guerre durant les invasions japonaises de la Corée de 1592 à 1598. Le monument contient les nez tranchés d'au moins 38 000 Coréens tués au cours des invasions de Toyotomi Hideyoshi,.

## Histoire
Traditionnellement, les guerriers japonais ramenaient les têtes des chefs ennemis tués sur le champ de bataille comme preuve de leurs actes. Leur rémunération était versée aux soldats par leurs commandants daimyo sur la base des têtes coupées sur présentation à des stations de collecte où les inspecteurs comptaient et enregistraient minutieusement puis salaient et emballaient les têtes à destination du Japon,. Toutefois, en raison du nombre de civils et de soldats tués et de la place que ce chargement occupait à bord des navires de transport de troupes rentrant au pays, il a été décidé de ne ramener que les oreilles et le nez, conservés dans des tonneaux de saumure, au lieu de l'ensemble des têtes,,. Une fois au pays, les tonneaux étaient vidés et les bouts de corps amassés pour faire le monticule.
Le sanctuaire se trouve juste à l'Ouest du Toyokuni-jinja, le sanctuaire shinto consacré à Hideyoshi à Kyoto.
Les chroniqueurs japonais de la deuxième campagne d'invasion ne manquent pas de mentionner que les nez coupés sur les faces des massacrés étaient également ceux de civils ordinaires, essentiellement dans les provinces de Gyeongsang, Jeolla et Chungcheong. Lors de la seconde invasion, les ordres de Hideyoshi sont :
« Décimer tout le monde sans discrimination entre jeunes et vieux, hommes et femmes, le clergé et les laïcs, les soldats de haut rang sur le champ de bataille, cela va sans dire, mais aussi les gens de la colline, jusqu'aux plus pauvres et plus humbles et envoyer les têtes au Japon. »
Cent soixante-mille soldats japonais sont allés en Corée où ils ont pris 185 738 têtes de Coréens et 29 014 têtes de Chinois pour un total de 214 752,. Comme un certain nombre a pu être perdu, il est improbable d'énumérer combien ont été tués au total au cours de la guerre.  
Le Mimizuka a été consacré le 28 septembre 1597. Bien que les raisons exactes relatives à sa construction ne sont pas entièrement connues, les chercheurs affirment que lors de la seconde invasion japonaise de la Corée en 1597, Toyotomi Hideyoshi a demandé à ses commandants de montrer des signes tangibles de leur valeur martiale dans l'entreprise de destruction et envoyé des lettres de félicitations à ses guerriers de haut rang sur le champ de bataille comme preuve de leur service. Hideyoshi a alors ordonné que les reliques soient ensevelies dans un sanctuaire de l'enceinte du temple Hokoji et a confié à des prêtres bouddhistes le soin de travailler à prier pour le repos de l'âme des centaines de milliers de Coréens dont ils avaient la charge de corps, un acte que le prêtre Saisho Jotai, dans un accès de flagornerie, salue comme un signe de « grande miséricorde et de compassion » de Hideyoshi. À l'origine, le sanctuaire est appelé hanazuka (鼻塚), « Butte des nez », mais plusieurs décennies plus tard, la consonance du nom est considérée comme trop cruelle et changée pour le plus euphonique mais inexact mimizuka (耳塚), « Butte des oreilles », terme impropre par lequel il est connu jusqu'à ce jour,. D'autres tertres de nez datant de la même période se trouvent ailleurs au Japon, tels qu'à Okayama ; voir tombes de nez pour plus de détails.

### Effet sur les relations étrangères contemporaines
Contrairement aux Coréens, le Mimizuka est presque inconnu des Japonais. Au début des années 1960, une plaque, retirée par la suite, se tenait devant la butte aux oreilles portant l'inscription : « On ne peut pas dire que couper le nez était si atroce selon les normes de l'époque ». La plupart des guides ne mentionnent pas la butte aux oreilles et seuls quelques touristes japonais ou étrangers visitent le site. La majorité des touristes sont coréens - des autocars coréens sont souvent stationnés près de la butte aux oreilles.
En 1982, pas un seul manuel scolaire japonais ne mentionne la butte aux oreilles. En 1997, le monticule est mentionné dans environ la moitié de tous les manuels d'histoire du secondaire selon Shigeo Shimoyama, un responsable de la maison d'édition Jikkyō. L'éditeur publie le premier manuel scolaire japonais mentionnant la butte aux oreilles au milieu des années 1980. Le ministère de l'Éducation du Japon de l'époque s'oppose à la description jugée « trop réaliste » et fait pression sur l'éditeur pour qu'il « adoucisse » le ton et loue également Hideyoshi d'avoir consacré religieusement la butte aux oreilles pour mémoriser les esprits des personnes tuées.
Dans les années 1970, du temps de l'administration Park Chung-hee, certains des fonctionnaires du gouvernement sud-coréen demandent au Japon de niveler le monument. Cependant, la plupart des Coréens estiment que le monticule doit rester au Japon comme un rappel de la sauvagerie passée.
L'activité depuis les années 1990 est correctement décrite ainsi :

« En 1990, un moine bouddhiste coréen nommé Pak Sam-jung se rend à Kyoto et, avec le soutien d'une organisation locale privée, tient une cérémonie devant le tombeau pour réconforter les esprits qui y résident et les guider sur le chemin de retour vers la Corée. Au cours des six années qui suivent, l'organisation japonaise qui a accueilli cet événement mène une campagne pour obtenir que le Mimizuka soit envoyé en Corée et présente une pétition portant vingt mille signatures aux fonctionnaires de la ville de Kyoto par laquelle elle s'engage à supporter le coût de l'excavation du contenu de la tombe et son expédition en Corée, avec le monticule de terre de neuf mètres de haut et la pagode en pierre qui se tient à son sommet. Lorsque Pak Sam-jung retourne à Kyoto en 1996, le retour de la tombe semble imminente. « Ces nez ont été coupés comme des trophées de guerre pour Toyotomi Hideyoshi », annonce-t-il à son départ de Séoul. « Ils sont restés à Kyoto pendant quatre cents ans. C'est maintenant notre devoir de les faire rentrer en Corée pour apaiser la douleur des 126 000 personnes dont les restes y sont enterrés ».
En fin de compte, l'autorisation nécessaire pour déplacer le Mimuzuka ne fait pas partie des priorités du gouvernement japonais. Il a été décidé que, en tant que patrimoine culturel national officiellement désigné, la tombe doit rester là où elle est et demeure à Kyoto à ce jour, peu connue et rarement visitée, et mal indiquée pour les touristes. Elle se trouve juste à l'ouest du musée national de Kyoto et du Toyokuni-jinja, le sanctuaire shinto consacré à Toyotomi Hideyoshi qui y est déifié comme un kami après sa mort. Le financement du gouvernement est insuffisant pour s'occuper du site de sorte que le travail est effectué par les résidents locaux qui se portent volontaires pour couper l'herbe et nettoyer le terrain,. »

Le 28 septembre 1997, 400e anniversaire du Mimizuka, une cérémonie est organisée en mémoire des personnes tuées, cérémonie à laquelle participent des personnes de toutes nationalités et religions.